# Jaime Abdul Gutiérrez Avendano
Jaime Abdul Gutiérrez Avendano (* 5. April 1936; † 9. August 2012) war ein salvadorianischer Soldat, Revolutionär und Politiker. Er war einer der Anführer des salvadorianischen Staatsstreichs von 1979, wodurch der Präsident Carlos Humberto Romero gestürzt wurde. Der Putsch löste den 12 Jahre andauernden salvadorianischen Bürgerkrieg aus, der bis 1992 andauerte.

## Revolutionäre Zeit unter der Junta
1979 schloss er sich der revolutionären Junta-Bewegung an, um die Regierung von Präsident Carlos Humberto Romero zu stürzen. Er war nach der Revolution Mitglied der Junta-Regierung, die von 1979 bis 1982 aktiv war.